# Aphelocephala leucopsis
Cara-branca-do-sul ou face-branca-meridional (Aphelocephala leucopsis) é uma espécie de ave da família Pardalotidae.
É endémica da Austrália.